# Asclepias praemorsa
Asclepias praemorsa är en oleanderväxtart som beskrevs av Rudolf Schlechter. Asclepias praemorsa ingår i släktet sidenörter, och familjen oleanderväxter. Inga underarter finns listade i Catalogue of Life.